# Sangue di Cristo raccolto da san Francesco
Il Sangue di Cristo raccolto da san Francesco è un dipinto a tempera e oro su tavola (20x16,3 cm) di Carlo Crivelli, databile al 1490-1495 circa e conservato nel Museo Poldi Pezzoli di Milano. È firmato "OPUS CAROLI CRIVELLI VENETI / MILES VERUS".

## Storia
L'opera, di cui si ignora la storia antica, era probabilmente un dipinto devozionale appartenuto a un frate francescano; tracce di una cerniera sul supporto ligneo fanno pensare che fosse dotata di un coperchio. Un recente restauro ha rivelato la firma dell'artista, in basso a destra, coperta da ridipinture. In essa la presenza del titolo di miles permette di chiarire la datazione all'ultima fase artistica dell'artista, dopo il 1490, quando Crivelli ricevette tale titolo da Ferdinando d'Aragona.

## Descrizione e stile
Nonostante le dimensioni molto ridotte, la tavola è curatissima e ricca di dettagli come una vera e propria miniatura. Si vedono la colonna della flagellazione, a cui sono appoggiate le corde, l'asta con la lancia che produsse la ferita nel costato, l'asta con la spugna imbevuta di fiele. Cristo, in piedi a figura piena, regge la croce a cui sono appesi altri strumenti del martirio (chiodi, corona di spine, flagelli), e con la mano destra indica la ferita nel petto dalla quale esce copioso sangue, che san Francesco raccoglie in una coppa, inginocchiato davanti ad esso, in un efficace scorcio diagonale, e con le stimmate ben visibili. Un telo damascato isola le figure principali, come tipico della pittura veneziana. I due incontrano lo sguardo, in un intenso scambio. Nel paesaggio un albero spoglio simboleggia la morte.
Il tema del sangue di Cristo e della sua natura divina era particolarmente vivo all'epoca, rilanciato da Giacomo della Marca, che accese una contesa col domenicano Jacopo da Brescia sul tema, culminata con l'emanazione della bolla papale Ineffabilis summi providentia del 1464, che ne vietava la disputa, lasciando però al devoto la possibilità di professare una credenza personale. Nell'iconografia sacra questo tema è raro, e si trova in alcune opere prevalentemente di questi anni soprattutto in area veneta, come una tavola di Giovanni Bellini alla National Gallery di Londra, e il Cristo tra quattro angeli con gli strumenti della Passione del Carpaccio a Udine. La tavola del Crivelli, per la presenza attiva di san Francesco, si discosta dalle idee di Giacomo della Marca, e rappresenta quindi una rarissima testimonianza di un'idea personale del committente.
Sul retro si trova traccia di uno stemma araldico.